# Maroantsetra Airport
Maroantsetra Airport är en flygplats i Madagaskar. Den ligger i den nordöstra delen av landet, 400 km nordost om huvudstaden Antananarivo. Maroantsetra Airport ligger 8 meter över havet.
Terrängen runt Maroantsetra Airport är varierad. Havet är nära Maroantsetra Airport åt sydost. Runt Maroantsetra Airport är det ganska glesbefolkat, med 47 invånare per kvadratkilometer. Närmaste större samhälle är Maroantsetra, 5,4 km öster om Maroantsetra Airport. Omgivningarna runt Maroantsetra Airport är en mosaik av jordbruksmark och naturlig växtlighet.